# Le Dernier Avertissement
Pour plus de détails, voir Fiche technique et Distribution.
Le Dernier Avertissement (titre original : The Last Warning) est un film muet américain réalisé par Paul Leni, sorti en 1929.
Un remake sera tourné en 1939 par Joe May : La Maison de l'épouvante.

## Synopsis
Au cours de la représentation de la pièce Le Piège, un comedien meurt sur scène. Le meurtre est évoqué sans qu'un inspecteur trouve le coupable. Quelques années après, l'auteur remonte la pièce, reprenant lui-même le rôle de l'acteur assassiné. Plusieurs avertissements tentent de l'en décourager.

## Fiche technique
- Titre français : Le Dernier Avertissement
- Titre original : The Last Warning
- Réalisateur : Paul Leni
- Scénario : Alfred A. Cohn, d’après un roman de Wadsworth Camp et la pièce de Thomas F. Fallon (1922)
- Adaptation : J.G. Hawks et Robert F. Hill
- Société de production : Universal Pictures
- Producteur : Carl Laemmle
- Musique :  Joseph Cherniavsky (non crédité)
- Montage : Robert Carlisle
- Chef opérateur : Hal Mohr
- Direction artistique : Charles D. Hall
- Décors : Paul Leni
- Format : noir et blanc - 1.20:1 -  Film muet (séquences parlantes : son : Mono (Western Electric Sound System))
- Pays de production :  États-Unis
- Langue : anglais
- Genre : Thriller
Épouvante
- Durée : 89 min
- Dates de sortie :
  - États-Unis : 6 janvier 1929
  - France : 7 mars 1929

## Distribution
- Laura La Plante : Doris Terry
- Montagu Love : Arthur McHugh
- Roy D'Arcy : Harvey Carleton

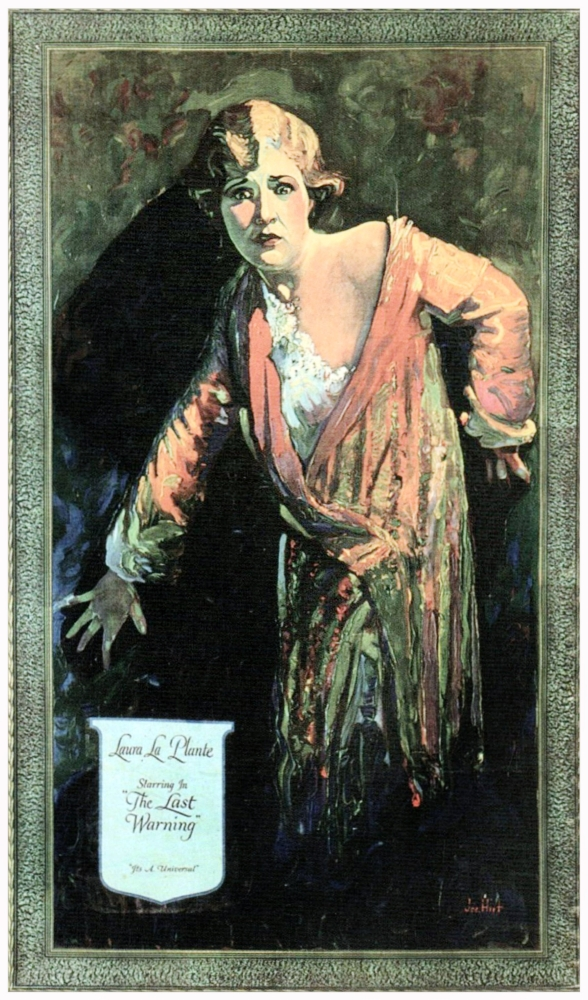
Laura La Plante.

- Margaret Livingston : Evalynda Hendon
- John Boles : Richard Quayle
- Burr McIntosh : Josiah Bunce
- Mack Swain : Robert
- Bert Roach : Mike Brody
- Carrie Daumery : Barbara Morgan
- Slim Summerville : Tommy Wall
- Torben Meyer : Gene
- D'Arcy Corrigan : John Woodford
- Bud Phelps : Sammy
- Charles K. French : le docteur
- Francisco Marán : Jeffries
- Harry Northrup : Coroner